# Vardeklettane
Die Vardeklettane (norwegisch für Steinhaufen) sind bis zu 1680 m hohe Nunatakker in der Heimefrontfjella des ostantarktischen Königin-Maud-Lands. Sie ragen im westlichen Teil der Tottanfjella auf.
Wissenschaftler des Norwegischen Polarinstituts benannten sie 1967.